# Temporel / Intemporel
Temporel / Intemporel est un double disque du chanteur Robert Bouthillier, sorti en 2017. 

## Album
Temporel / Intemporel est un double disque autoproduit par Robert Bouthiller, un chercheur et collecteur de chants francophones. Le premier disque comporte des titres interprétés a cappella par Bouthillier. Le deuxième disque est un DVD de contenu documentaire lié à la recherche et collecte des chansons : transcriptions, commentaires, annexes sonores et visuelles, références bibliographiques représentant plus de 300 pages de contenu. C'est le premier album solo de Bouthillier et son financement s'est effectué collectivement par des contributions sur la plateforme KissKissBankBank.  
L'album reprend des chansons de la tradition orale du Québec et de l'Acadie, et constitue un « bilan de plusieurs décennies de recherches sur le terrain et en archives » menées par Robert Bouthillier. Vingt-neuf chansons ont été sélectionnés et interprétées par Bouthillier.  

## Récompenses
Le disque remporte le Prix Mnémo en 2017.